# Hans Eijkelboom

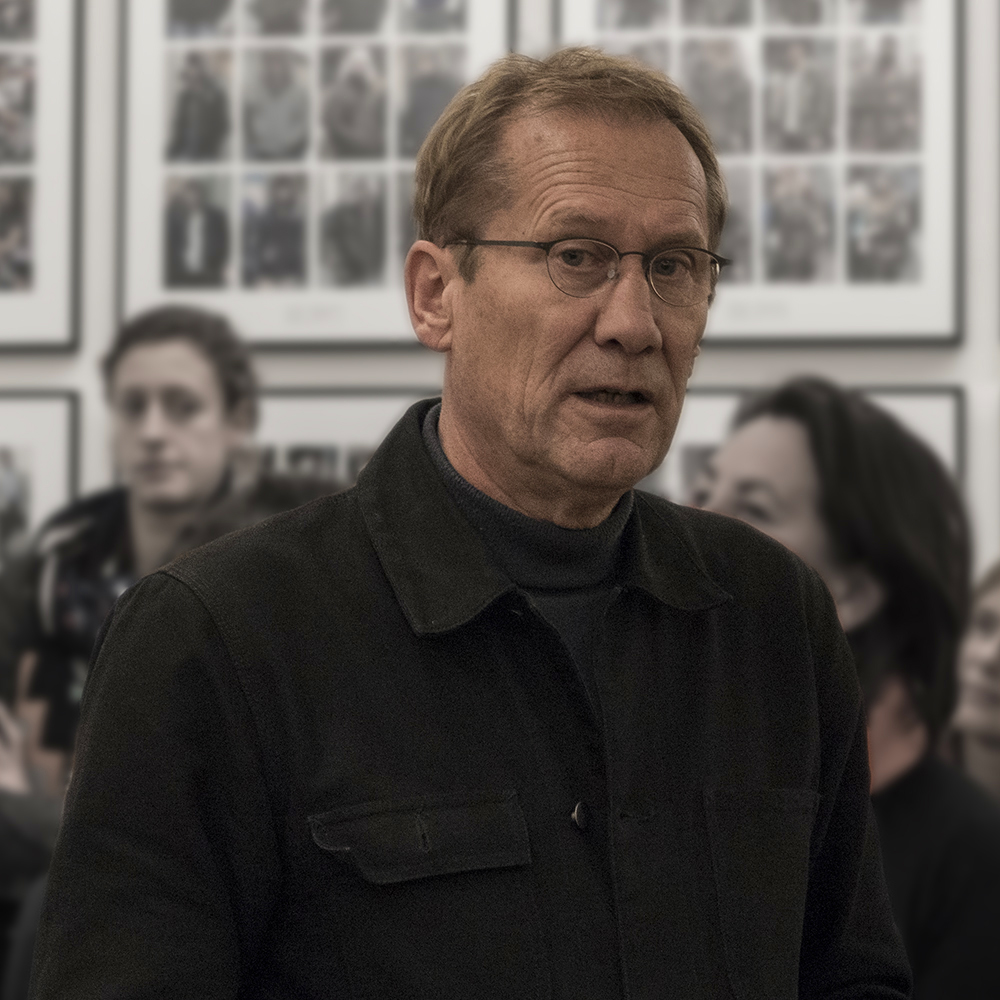
Der niederländische Fotograf Hans Eijkelboom in der Photographischen Sammlung der SK-Stiftung, Köln (2016)

Hans Eijkelboom (* 18. Mai 1949 in Arnheim) ist ein niederländischer konzeptueller Fotograf.

## Leben und Werk
Eijkelboom studierte von 1967 bis 1968 an der Academie voor Kunst en Vormgeving ’s-Hertogenbosch, von 1968 bis 1973 an der Akademie für Bildende Künste Arnhem. Von 1971 bis 1972 war er Teilnehmer bei De Ateliers in Amsterdam.
Hans Eijkelboom ist Strassenfotograf. Er arbeitet in Serien und richtet sein fotografisches Interesse auf die Kleidung der Passanten, die er aus Brusthöhe fotografiert. Seit 25 Jahren bereist er Städte in der ganzen Welt, darunter Amsterdam, New York, Paris und Shanghai. Er widmet sich vor allem modischen Stilen und Attributen der entgegenkommenden Personen, die er nach Kategorien sortiert ausstellt – Menschen in Flanellhemden, Pelzmänteln oder Band-Shirts werden in Serien zusammengefasst. Sie suggerieren zunächst Uniformität – und präsentieren auf den zweiten Blick dann doch individuelle Details.
Mitunter verbindet Eijkelboom Fotografien und Videofilme in Form von Installationen. Von 1975 bis 1989 war er auch als Performancekünstler aktiv.
Hans Eijkelboom veröffentlichte insgesamt mehr als 30 Fotobücher und war 2017 Teilnehmer der documenta 14 in Kassel.